# Jubeat
Jubeat (jap. ユビート Yubīto) – seria gier muzycznych na automaty wydana przez Konami Computer Entertainment Japan, jako część linii gier Bemani. Do korzystania z automatu służy panel złożony z 16 prostokątnych przycisków poukładanych na siatce 4x4.
Pierwsze otwarte testy automatów były przeprowadzane od 22 do 24 grudnia 2007 w Japonii.